# Teupin U
Teupin U is een bestuurslaag in het regentschap Aceh Utara van de provincie Atjeh, Indonesië. Teupin U telt 451 inwoners (volkstelling 2010).